# سن میشل–اوبر۹۳
سن میشل–اوبر۹۳ (فرانسوی: St. Michel–Auber93‎) یک تیم دوچرخه‌سواری در کشور فرانسه است.
این تیم که در سال ۱۹۹۴ تأسیس شده در تورهای قاره‌ای دوچرخه‌سواری اروپا شرکت می‌کرده‌است.